# Pericallimyia marginalis
Pericallimyia marginalis är en tvåvingeart som beskrevs av Villeneuve 1915. Pericallimyia marginalis ingår i släktet Pericallimyia och familjen spyflugor. Inga underarter finns listade i Catalogue of Life.